# Wiesau
Wiesau (bajorul Wiesa) település Németországban, azon belül Bajorországban, Tirschenreuth járásban. Lakosainak száma 3975 fő (2023. december 31.). Wiesau Pechbrunn, Mitterteich, Falkenberg (Oberpfalz), Reuth bei Erbendorf, Friedenfels és Fuchsmühl községekkel határos.

## Településrészek
Wisau következő 14 településrészből áll::
- Elsenmühle
- Hechtmühle
- Hurtingöd
(PLZ 95689)
- König-Otto-Bad
- Kornthan
- Leugas
- Muckenthal
- Mühlhof
- Schönfeld
- Schönhaid
- Tirschnitz
- Triebendorf
- Veitmühle
- Wiesau

## Története

### Kezdetek

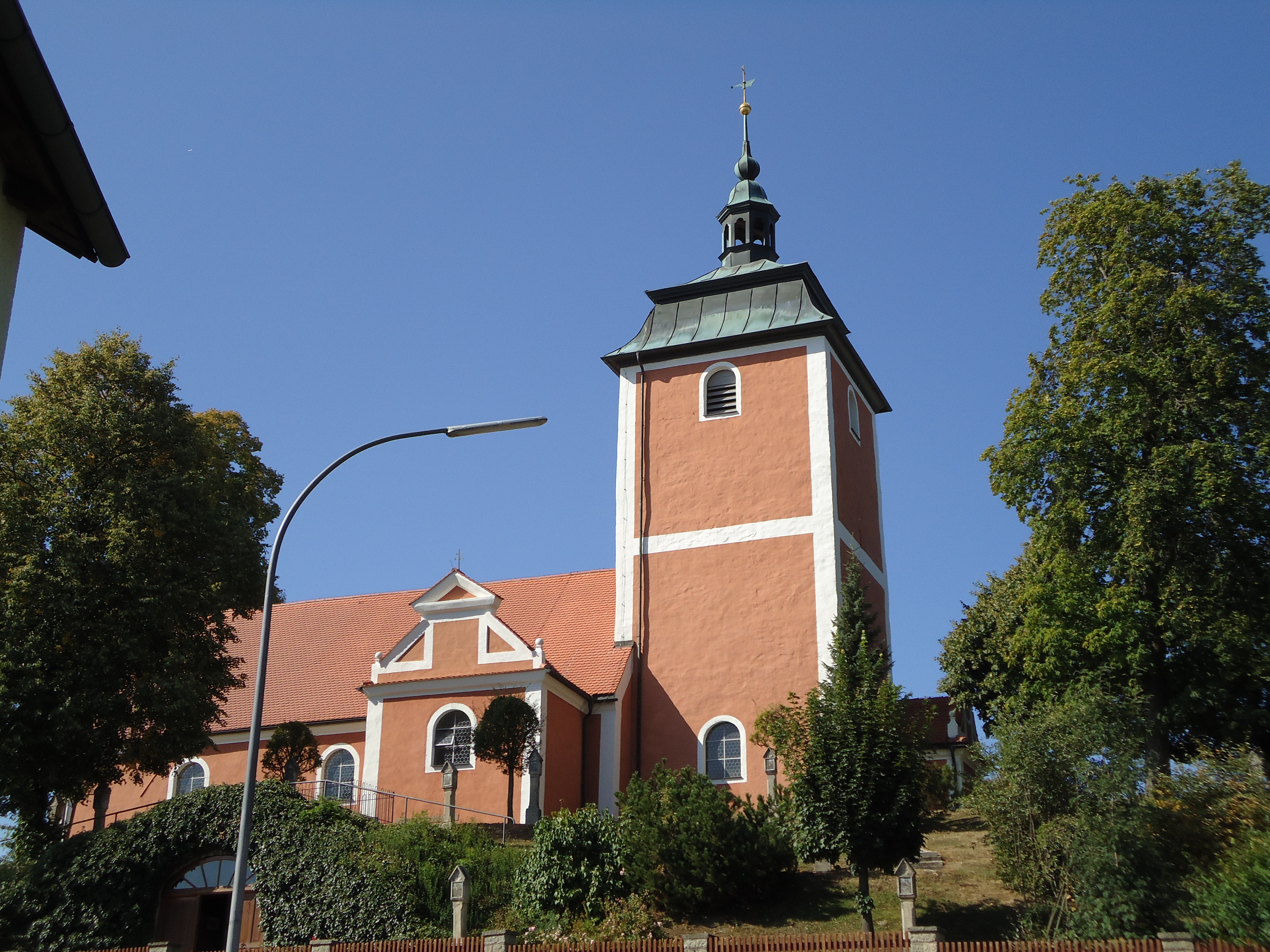
A Kreuzbergkirche

Wiesau környéke Nordgauban már a 11. század előtt lakott volt. Nevét első ízben 1220 és 1246 között „Wysa“ alakban dokumentálták. 1281-ben „Wisa“, 1438-ban „Wisach“, 1622-ben „Wisach alias Wisaw, vagy Wisa“, 1665-ben „Wisaw“ néven említették, mai nevét végül 1811-ben kapta. Wiesauban 1281-ben Waldsassen kolostora Stiftlandhoz került.

### Vallási megoszlása
Két temploma a Kreuzbergkirche katolikus Szent Mihály-plébániatemplom és az evangélikus Auferstehungskirche. Előbbi oltárát a waldsasseni festő Karl Stilp készítette. A lakosság többsége római katolikus.

## Fordítás
- Ez a szócikk részben vagy egészben  a   Wiesau című német Wikipédia-szócikk ezen változatának fordításán alapul.  Az eredeti cikk szerkesztőit annak laptörténete sorolja fel. Ez a jelzés csupán a megfogalmazás eredetét és a szerzői jogokat jelzi, nem szolgál a cikkben szereplő információk forrásmegjelöléseként.

### Népességének alakulása
A Regensburg–Hif vasútvonal és a második világháború vége, 1945 májusa óta lakosságszáma főként az egerlandi menekültek révén jelentősen emelkedett. Az 1990-es évek közepén 4800–4900, 2006-ban 4300 lett. Azóta a régió 12% fölötti lélekszámcsökkenése a gyérülő munkalehetőségekkel és a fiatalok perspektívátlanságaval magyarázható. 1988 és 2018 között 4613-ről 4029-re, 584-gyel, 12,7%-kal csökkent.

## Népesség
A település népessége az elmúlt években az alábbi módon változott:
| Lakosok száma | 793  | 4374 | 4305 | 4710 | 4120 | 4094 | 4079 | 4020 | 3977 | 3975 |
|               | 1875 | 1950 | 1975 | 1987 | 2012 | 2014 | 2016 | 2017 | 2021 | 2023 |